# Ulica Lwowska w Krośnie
Ulica Lwowska w Krośnie – ulica w Krośnie, przebiegająca przez os. Stefana Grota-Roweckiego i os. ks. Bronisława Markiewicza. Jej przedłużeniem w kierunku Śródmieścia jest ul. St. Staszica. Na odcinku od ulicy Niepodległości do skrzyżowania z tzw. obwodnicą jest częścią drogi wojewódzkiej nr 991.

## Obiekty znajdujące się przy ulicy Lwowskiej
- Dom Andrzeja Lenika (Lwowska 6)
- Urząd Miasta Krosna (Lwowska 28)
- Powiatowy Komisariat Policji (Lwowska 28a)